# اوه جه-وونگ
اوه جه-وونگ (کره‌ای: 오재웅؛ زادۀ ۲۳ ژوئیۀ ۱۹۹۹) اسکیت‌باز سابق و بازیگر اهل کره جنوبی است. از مجموعه‌هایی که وی در آن نقش‌آفرینی کرده می‌توان به لحظه‌ای که قلب می‌درخشد (۲۰۲۱) اشاره کرد.